# Latmirp
Et latmirp (primtal stavet baglæns) er et primtal, som bliver til et andet primtal, hvis rækkefølgen på cifrene bliver vendt om. Et palindromprimtal regnes ikke som et latmirp. Et latmirp kaldes også for et omvendt primtal. De første tal i rækken er 13, 17, 31, 37, 71, 73, 79, 97, 107, 113, 149, 157...
Det største fundne latmirp pr. december 2007 er 1010006+941992101×104999+1 og er fundet af Jens Kruse Andersen i oktober 2007.